# Jairo Grijalba
Jairo Grijalba Solis (Cali,Valle del Cauca, 11 de julio de 1945) es un exciclista de ruta colombiano, ganador del Clásico RCN en 1968 y Campeón nacional de ruta de Colombia en 1968.

## Palmarés
1966
- Clasificación de los novatos de la Vuelta a Colombia

1968 
- Clásico RCN, más 1 etapa
- Campeonato de Colombia en Ruta[2]

1971 
- 1 etapa de la Vuelta a Colombia

## Equipos
- Canadá Dry (1966-1968)
- Pilsen Cervunión (1970-1971)